# Tinerfe cyanea
Tinerfe cyanea är en kammanetart som först beskrevs av Chun 1889.  Tinerfe cyanea ingår i släktet Tinerfe och familjen Pleurobrachiidae. Inga underarter finns listade i Catalogue of Life.